# Fátima da Veiga
María de Fátima da Veiga (Isla de São Vicente, 22 de junio de 1957) es una política y diplomática caboverdiana. Desde 2002 hasta el 2004, Veiga fue la primera ministra de Asuntos Exteriores en la historia de Cabo Verde.

## Trayectoria
Veiga nació en la Isla de São Vicente. Se formó en institutos de educación superior en el extranjero. Se licenció en Lengua y Civilización Angloamericanas por la Universidad de Aix-Marsella en el sur de Francia. Realizó el curso de Diplomacia para el Desarrollo, organizado por la Fundación Alemana para el Desarrollo en Berlín, y el curso de Formación Diplomática, celebrado en Praia por el Ministerio de Asuntos Exteriores en colaboración con el Instituto de las Naciones Unidas para Formación Profesional e Investigaciones y el Instituto Rio Branco (Brasil).
Fue Secretaria de Estado de Asuntos Exteriores y Embajadora Extraordinaria y Plenipotenciaria de Cabo Verde en Cuba, entre 2001 y 2002, y ocupó, entre otros cargos, el de Directora del Gabinete del Ministro de Asuntos Exteriores y Asesora del Ministro de Asuntos Exteriores y Comunidades. Cuando fue ministra de Asuntos Exteriores, visitó París del 9 al 12 de enero de 2002.
Se convirtió en miembro de la Comisión Nacional del Comité Interestatal de Lucha contra la Sequía en el Shael (CILLS) y de diversas Comisiones Nacionales de preparación de eventos internacionales. Fue la coordinadora de grupos de trabajo encargados de elaborar estudios técnicos sobre asuntos relacionados con la política exterior de Cabo Verde y las actividades del Ministerio de Asuntos Exteriores además de miembro del tribunal de selección de oposiciones para la promoción de personal diplomático y técnico del Ministerio de Asuntos Exteriores.
Durante unos años a partir de 2007 fue Embajadora de Cabo Verde en los Estados Unidos.de América. Presentó sus credenciales al presidente George W. Bush el 16 de agosto de 2007.
Desde el 20 de febrero de 2014, fue nombrada embajadora de Cabo Verde en Francia. Sucedió a José Armando Filomeno Ferreira Duarte, que había sido el embajador con más años de servicio en Francia.

## Reconocimientos
En 2004, fue condecorada con la Gran Cruz de la Orden del Mérito Civil otorgada por el Ministerio de Asuntos Exteriores y de Cooperación de España.